# 相合大方
相合大方（あいおうのおおかた、生年不詳 - 元亀元年11月11日（1570年12月8日））は、戦国時代から安土桃山時代にかけての女性。安芸国の国人である毛利弘元の三女で、毛利氏家臣である井上元光の正室。異母兄に毛利興元と毛利元就。異母姉に宮姫（武田氏室）。同母姉に八幡新造（渋川義正正室）。同母弟に相合元綱。同母妹に松姫（吉川元経正室）、竹姫（井原元師正室）。異母弟に北就勝、見付元氏。法名は「慈性院殿念蓮日照妙教大姉」。

## 生涯
生年は不明だが、安芸国の国人である毛利弘元の三女として生まれる。母は毛利弘元の側室で、毛利氏当主となる毛利興元や毛利元就は異母兄にあたり、同母弟に相合元綱がいる。
永正3年（1506年）1月21日に父の毛利弘元が死去する。
毛利氏家臣の井上元在（後の井上元光）の正室となり、嫡男の井上元義を生む。
天文19年（1550年）7月12日から7月13日にかけて毛利元就によって安芸井上氏が粛清された際に、相合大方の夫である井上元在は元就の妹婿であることから粛清を免れ、同年8月1日に「井上元光」と改名して安芸井上氏の宗家を相続した。
永禄10年（1567年）2月18日に夫の井上元光が死去し、嫡男の元義が家督を相続する。
元亀元年（1570年）11月11日に死去。法名は「慈性院殿念蓮日照妙教大姉」。安芸国高田郡吉田の知光坊に葬られ、相合大方の法名から「慈性山蓮華寺」と改称した。